# 数字推理
数字推理，就是给应试者一个数列，但其中至少缺少一项，要求应试者仔细观察数列的排列规律，来填补空白项。
数字排列规律主要有六种：等差数列、等比数列、和数列、积数列、幂数列及其他特殊数列。

## 參看
- 能力测试